# Piero Gobetti
Piero Gobetti (Torino, 19 giugno 1901 – Neuilly-sur-Seine, 16 febbraio 1926) è stato un giornalista, filosofo, editore, traduttore e antifascista italiano.
Tra le figure politiche più eminenti della storia politico-sociale degli anni '20 del 1900, pur a dispetto della breve vita, fu creatore e direttore delle riviste Energie Nove, La Rivoluzione liberale e Il Baretti, oltre a fondare l'omonima casa editrice, dando importanti contributi alla vita politica e culturale, prima che le sue condizioni di salute si aggravassero provocando dunque la morte prematura a nemmeno 25 anni di età, durante l'esilio francese.

## Biografia
(Carlo Levi, in «Introduzione agli Scritti politici di Piero Gobetti», XVII, 1960)

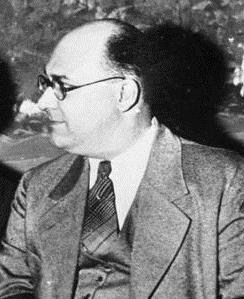
Gaetano Salvemini

Pietro, il suo nome anagrafico, nacque a Torino il 19 giugno del 1901, figlio unico di Giovanni Battista Gobetti, di professione commerciante, e di Angela Canuto, una «piccola donna bruna e tonda, gentile e modesta, capace tuttavia non solo di grande abnegazione per il figlio unico che adorava, ma anche di strenuo lavoro e di sagace giudizio». I suoi genitori, originari entrambi di Andezeno (in provincia di Torino), avevano aperto nel capoluogo piemontese una drogheria nella centrale via XX Settembre: «Mio padre e mia madre avevano un piccolo commercio. Lavoravano diciotto ore al giorno. Il mio avvenire era il loro pensiero dominante […] L'impegno del loro lavoro era di arricchire […] permettersi e permettermi una vita dignitosa. In quanto a me pensavano di dovermi dare un'istruzione, quella che essi non avevano potuto avere».
Dopo gli studi elementari presso la scuola Giacinto Pacchiotti, s'iscrive al ginnasio Cesare Balbo: scriverà di sé di quegli anni, in terza persona, che «gli pesava un'amarezza, uno sconforto, che nei ragazzi di dodici anni segnano inquietudini fruttuose. Si vedeva troppo poco stimato, troppo solo, troppo malsicuro del domani. Aveva dei dubbi strani sulle sue stesse attitudini […] Un'adolescenza che s'ispirava a motivi così integrali doveva dargli una tragica forza».
Trasferitosi poi, nel 1916, presso il Liceo classico Vincenzo Gioberti, dove conosce Ada Prospero, sua futura moglie, ha per professore d'italiano Umberto Cosmo e per insegnante di filosofia Balbino Giuliano, un gentiliano che collabora alla rivista L'Unità di Gaetano Salvemini. Questi gli ispira quei sentimenti di patriottismo e di interventismo democratico che sono propri del Salvemini, spingendolo ad anticipare di un anno l'esame di maturità, superato nell'estate del 1918, per poter così andare, libero da impegni, volontario nella prima guerra mondiale.

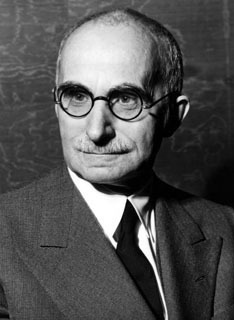
Luigi Einaudi

La guerra è ormai conclusa quando Piero, a ottobre, s'iscrive presso la facoltà di giurisprudenza dell'Università di Torino, la stessa che egli aveva già frequentato, ancora liceale, per seguirvi alcuni corsi di suo interesse: letteratura, arte, filosofia. Tra i suoi insegnanti vi sono Luigi Einaudi, da cui «rafforza il suo primitivo, spontaneo antistatalismo, in cui s'incontrano liberalismo, liberismo e quello stesso libertarismo che gli è congeniale», Luigi Farinelli, Gaetano Mosca, Giuseppe Prato, Francesco Ruffini e Gioele Solari, con il quale nel giugno del 1922 sosterrà la tesi di laurea, ottenuta a pieni voti, su La filosofia politica di Vittorio Alfieri.
Non solo: a settembre aveva scritto all'amica Ada di aver «deciso di fondare un periodico studentesco di cultura che s'occuperà di arte, letteratura, filosofia, questioni sociali […] è fatto di soli giovani […] si tratta di opera di intensificazione di cultura e di azione […] e tutti i giovani devono aiutarla». E così, il 1º novembre del 1918, esce il primo numero del quindicinale Energie Nove, nel quale scrive di voler «portare una fresca onda di spiritualità nella gretta cultura di oggi […] non c'è mai momento inopportuno per lavorare seriamente».
Ispirata alle idee liberali di Einaudi, è vicina all'Unità di Salvemini, del quale riporta, nel secondo numero, l'aspra critica alla classe dirigente italiana: «L'Italia ha vinto. Ma se avesse avuto una classe dirigente meno incolta, più consapevole delle sue tradizioni e dei suoi doveri, meno avida moralmente, l'Italia avrebbe vinto assai prima e assai meglio […] È finita o sta per finire una guerra. Ne comincia un'altra. Più lunga, più aspra, più spietata». L'altra «guerra più lunga e spietata» è quella della riforma del Paese, una riforma che dev'essere, nelle intenzioni di Gobetti, innanzi tutto culturale e morale, e per la quale occorre «serietà e intensità al lavoro» secondo i motivi di quell'«idealismo militante che ha animato La Voce» di Giuseppe Prezzolini, altro nume ispiratore del giovanissimo Gobetti.

### LaLega democratica
(Carlo Levi, in «Introduzione agli Scritti politici di Piero Gobetti», XXIII, 1960)

Giuseppe Prezzolini

Nell'aprile del 1919, Gobetti sospende la pubblicazione della rivista per poter partecipare, a Firenze, al I Congresso degli Unitari, i sostenitori della rivista di Salvemini, della quale egli è fondatore e rappresentante del Gruppo torinese. Può così conoscere di persona l'intellettuale pugliese e ne è entusiasta: «Salvemini è un genio. Me lo immaginavo proprio così. L'uomo che sviscera le questioni, che la fa smettere agli importuni e ti presenta tutte le soluzioni in due minuti, definitive […] Un'altra persona di cui sono entusiasta è Prezzolini, franco, semplice, pratico. Editore propriamente come lo pensavo io. L'editore più intelligente d'Italia». A seguito del Congresso, gli Unitari fondano la Lega democratica per il rinnovamento della politica nazionale, una formazione politica che non riuscirà nemmeno a presentarsi alle elezioni e avrà vita breve. Alle elezioni politiche dell'anno seguente, Salvemini si candiderà – con successo – in una formazione di ex combattenti.
Salvemini deve aver compreso le qualità di Gobetti se arriva a offrirgli la direzione de L'Unità, una proposta che il giovane torinese, però, lascia cadere. Non si sente pronto per tanto impegno, come scrive nel suo diario, il 23 agosto: «Com'è vasta la cultura che devo conquistare! E non basta conquistare il vecchio. Sono giovane e devo anche produrre, creare quel po' che si può creare. […] Ho tutta la vita davanti per sedermi in campagna, davanti al camino, a mangiare pane e noci. Ho una responsabilità. Devo espormi in prima persona. Perciò faccio la rivista. […] Voglio impormi nel lavoro». E s'impone un piano di studi: «Gentile, ciò che non conosco ancora, rileggerò Croce […] avvierò lo studio del Marxismo: per ora non mi preme. Basta che mi formi un'idea generale di Marx e della critica marxista (Sorel, Labriola, ecc.). D'altra parte studio il bolscevismo, minutamente». Un suo grande ispiratore fu certamente il politico socialista francese Jean Jaurès.

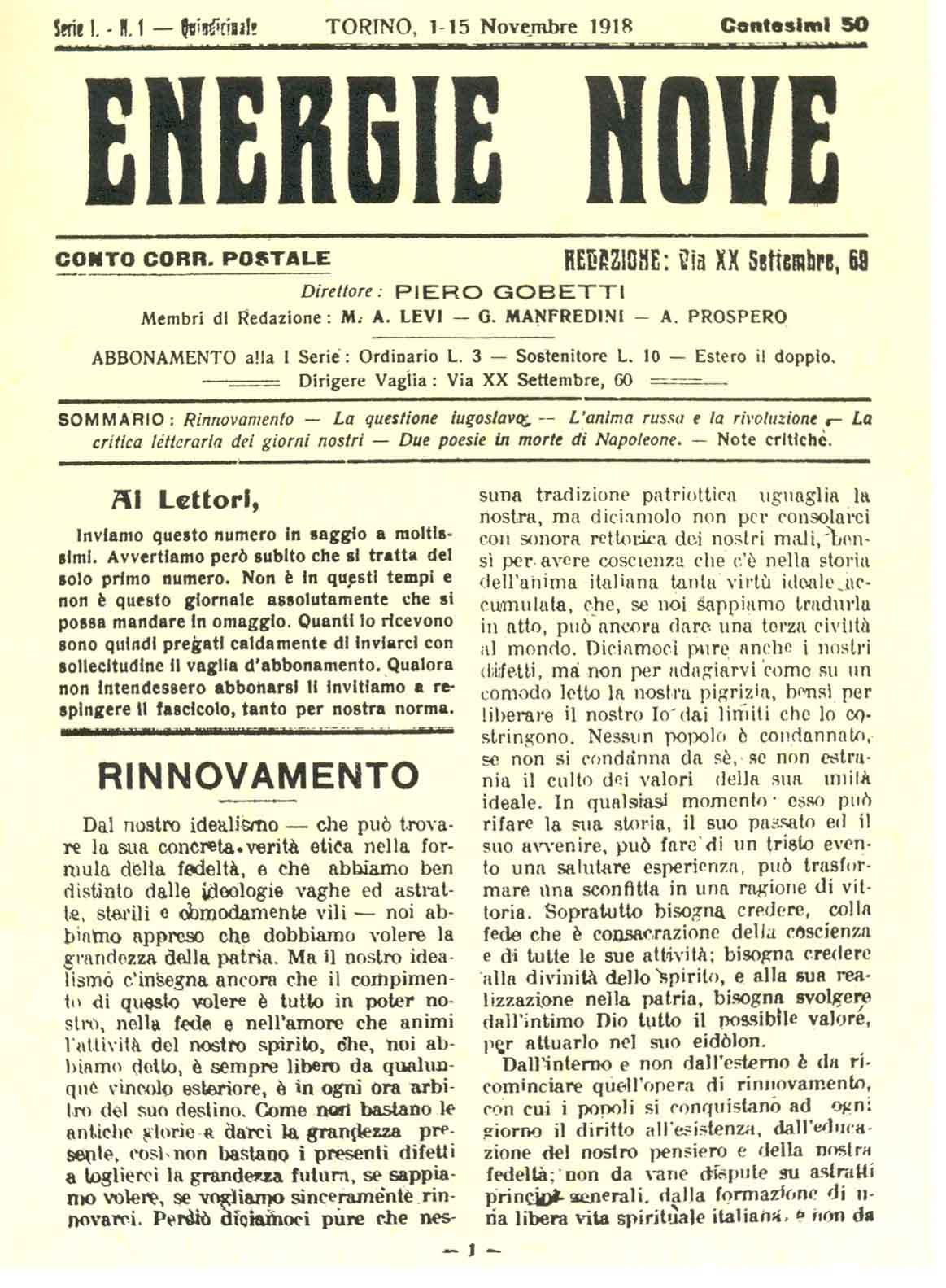
Il primo numero di Energie Nove

Queste note sembrano riflettere anche la polemica che, appena riprese le pubblicazioni il 5 maggio, Energie Nove aveva avuto con L'Ordine Nuovo – al tempo sprezzantemente definito dallo stesso Gobetti un «giornaletto torinese di propaganda» – di Togliatti, che aveva accusato Gobetti di idealismo astratto, e di Gramsci, che aveva definito velleitaria la Lega democratica, un «ricettario per cucinare la lepre alla cacciatora senza la lepre». Ora in Gobetti vi è il segno di un'inquietudine nuova, provocatagli dall'esperienza della rivoluzione russa e dallo sviluppo del movimento operaio, molto attivo a Torino. Pubblica due numeri unici sul socialismo, conosce personalmente Gramsci, stimandolo e venendone apprezzato, del quale pubblica un articolo, studia il russo con la fidanzata Ada – insieme traducono Il figlio dell'uomo di Leonid Andreev, pubblicato dall'editore Sonzogno – e a settembre scrive, criticando la politica sviluppata da D'Annunzio in forma di retorica, che «la politica oggi deve essere realizzata come forma di educazione. La simpatia che io provo per Trotsky e Lenin sta nel fatto che essi in un certo modo sono riusciti a realizzare questo valore».
Sebbene restio a sposarla (emblematica fu la risposta «Grazie, non fumo…»), nella considerazione del rapporto con la fidanzata si rivela anche la sua profonda maturità e serietà morale: «Ho dovuto rifarmi un senso morale, un senso della vita forte a sedici anni, in gran parte a diciassette, e siccome me lo son fatto pensando a lei, gliene sarò grato sempre. Una fanciulla come io la sognavo sola poteva darmi un senso immediato di elevazione. Ho creduto in lei e la amo tanto perché mi fa credere ancora adesso».
Il 12 febbraio del 1920, la rivista Energie Nove cessa le pubblicazioni: «Sentivo bisogno di maggiore raccoglimento e pensavo una elaborazione politica assolutamente nuova, le cui linee mi apparvero di fatto nel settembre al tempo dell'occupazione delle fabbriche. Devo la mia rinnovazione dell'esperienza salveminiana al movimento dei comunisti torinesi da una parte (vivi di un concreto spirito marxista) e dall'altra agli studi sul Risorgimento e sulla rivoluzione russa che ero venuto compiendo in quel tempo», e in giugno si consuma anche il distacco con la Lega democratica degli amici di Salvemini. Continua le traduzioni dal russo e intraprende quelle dal francese dei modernisti cattolici Blondel e Laberthonnière – lo studio sulla filosofia di quest'ultimo gli è suggerito dal suo professore Gioele Solari – e cerca di rintracciare le radici del Risorgimento italiano studiando la cultura piemontese del Sette-Ottocento.

### Il movimento operaio
(Piero Gobetti, lettera a Ada Prospero, 1920)

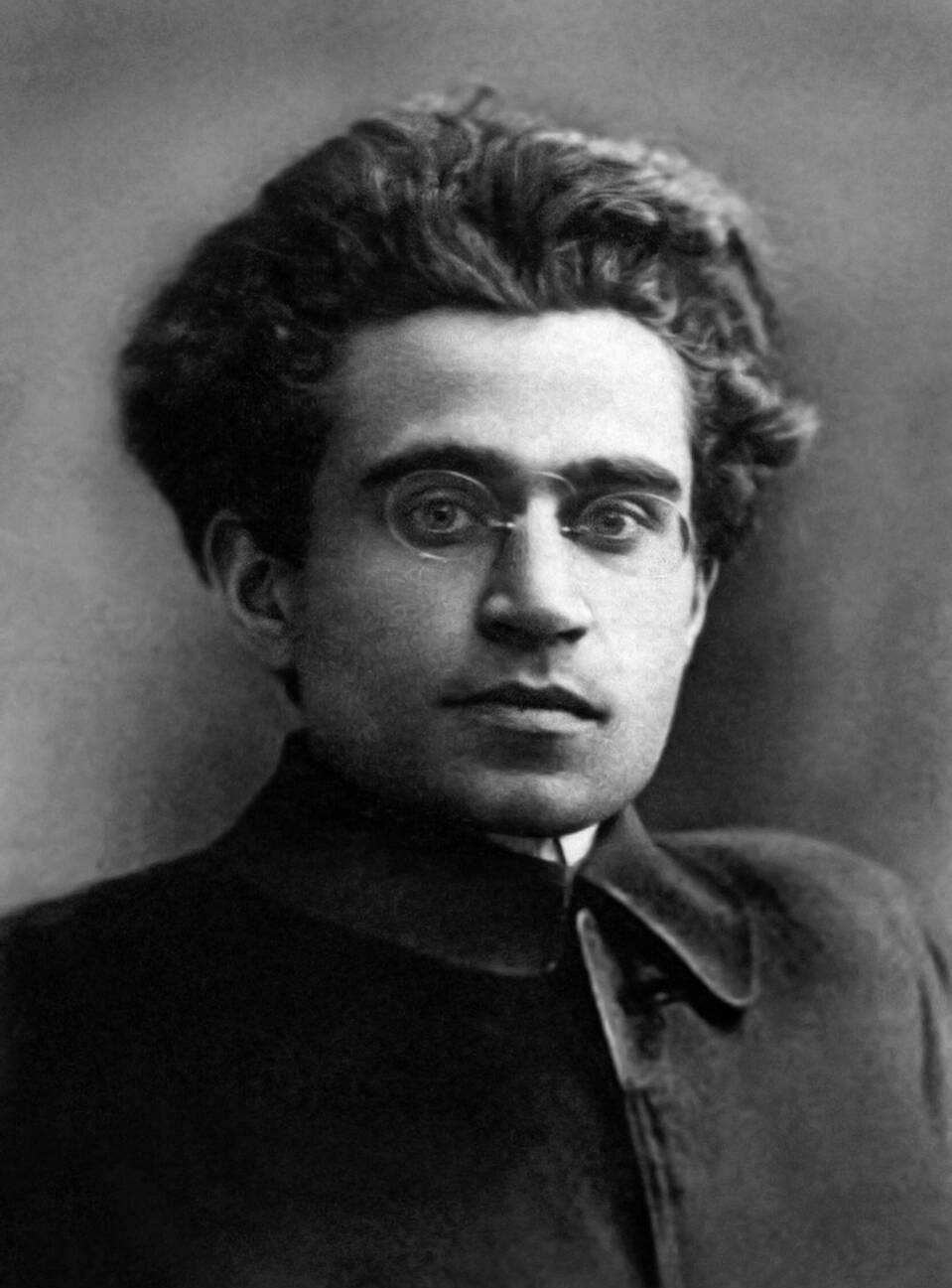
Antonio Gramsci

Quando, ai primi di settembre, la FIAT e le altre maggiori fabbriche torinesi sono occupate dagli operai, Gobetti scrive: «Qui siamo in piena rivoluzione. Io seguo con simpatia gli sforzi degli operai che realmente costruiscono un mondo nuovo […] il mio posto sarebbe necessariamente dalla parte che ha più religiosità e volontà di sacrificio. La rivoluzione si pone oggi in tutto il suo carattere religioso […] Si tratta di un vero e proprio grande tentativo di realizzare non il collettivismo ma una organizzazione del lavoro in cui gli operai o almeno i migliori di essi siano quel che sono oggi gli industriali». Si tratta, a suo avviso, di una rivoluzione che se non rinnoverà gli uomini, e perciò neanche la nazione, potrà almeno rinnovare lo Stato, creando una nuova classe dirigente: «Si può rinnovare lo Stato solo se la nazione ha in sé certe energie (come ora appunto accade) che improvvisamente da oscure si fanno chiare e acquistano possibilità e volontà di espansione».
La presa di distanza dall'azione politica di Salvemini – la sua ammirazione personale nei suoi confronti resterà comunque intatta – è ora piena: gli rimprovera, come scriverà pochi anni dopo, di intendere l'azione politica unicamente come «una questione di morale e di educazione»: il suo «moralismo solenne, mentre costituisce il suo più intimo fascino, appare il segreto delle sue debolezze […] La sua concezione razionalista si risolve in un'azione di illuminismo e di propagandismo, che può riuscire utile a una società di cultura, non a un partito».
Prosegue i suoi studi sul Risorgimento e sulla Russia, terminando in ottobre La Russia dei Soviet: è la volontà di comprendere funzioni e limiti di due esperienze rivoluzionarie, al cui centro è sempre il problema della formazione della classe politica che diriga un Paese e dei suoi rapporti con la popolazione. Ne conclude che il Risorgimento non può considerarsi un'esperienza rivoluzionaria, dal momento che i dirigenti politici che espresse rimasero estranei rispetto al popolo, diversamente dalla rivoluzione sovietica che, a suo avviso, ha espresso dirigenti come Lenin e Trockij, che non sono soltanto dei bolscevichi, ma «uomini d'azioni che hanno destato un popolo e gli vanno ricreando un'anima» e, del resto, la creazione dal basso di un nuovo Stato, nel quale il popolo abbia fiducia proprio in quanto avvertito come opera propria, «è essenzialmente un'affermazione di liberalismo»
Sono concetti ripresi, il 30 novembre, in un articolo pubblicato su L'Educazione nazionale, il Discorso ai collaboratori di Energie Nove, nel quale individua nel movimento operaio un «valore nazionale»: la novità, venuta dalla Russia e che sembra farsi strada anche in Italia, consiste nel fatto che «il popolo diventa Stato. Nessun pregiudizio del nostro passato ci può impedire la visione del miracolo. Questo non avrebbero fatto i liberali, questo non possono fare dei marxisti. Il movimento operaio è un'affermazione che ha trasceso tutte le premesse. È il primo movimento laico d'Italia. È la libertà che s'instaura».
Il suo avvicinamento alle posizioni dei giovani comunisti dell'Ordine Nuovo ha anche il concreto effetto di una collaborazione e, dal gennaio del 1921, Gobetti diventa il critico teatrale della rivista. Nonostante le profonde differenze ideologiche (per Gobetti, che non smetterà mai di definirsi liberale, anche la "quistione sociale" era «una istanza di libertà»), Gramsci lo stima e lo apprezza: come scriverà più tardi nei Quaderni del carcere, «la sua caratteristica più rilevante era la lealtà intellettuale e l’assenza completa di ogni vanità e piccineria di ordine inferiore: perciò non poteva non convincersi come tutta una serie di modi di vedere e di pensare tradizionali verso il proletariato erano falsi e ingiusti. Gobetti si rivelò un organizzatore della cultura di straordinario valore. Egli scavò una trincea oltre la quale non arretrarono quei gruppi di intellettuali più onesti e sinceri che nel '19-21 sentirono che il proletariato come classe dirigente sarebbe stato superiore alla borghesia. La figura di Gobetti e del movimento da lui rappresentato furono spontanee produzioni del nuovo clima storico italiano: in ciò è il loro significato e la loro importanza. Per cui non si capisce per quale ragione noi comunisti avremmo dovuto combattere il movimento di Rivoluzione liberale, come sostenevano alcuni compagni».
A luglio, a Torino, Gobetti deve assolvere gli obblighi di leva: «la vita militare è la consacrazione di tutti gli egoismi e di tutte le meschinità […] la meccanicità pervade ogni forma di vita; tutto si riduce a elemento, a vegetazione. La caserma è l'antitesi del pensiero».

### La Rivoluzione liberalee l'avvento del fascismo

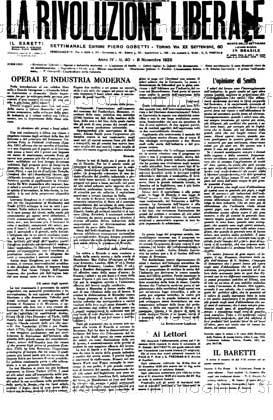
La Rivoluzione liberale

Il 12 febbraio del 1922, esce il primo numero della sua nuova rivista settimanale, La Rivoluzione liberale, in cui collaboreranno spesso anche Giustino Fortunato, Antonio Gramsci e Luigi Sturzo: l'obiettivo, come indicato nell'Avviso ai lettori, è pur sempre quello di Energie Nove, ossia di formare una classe politica nuova ma, ora si aggiunge, che sia cosciente «delle esigenze sociali nascenti dalla partecipazione del popolo alla vita dello Stato». E poiché l'Unità di Salvemini ha cessato le pubblicazioni nel dicembre scorso, La Rivoluzione Liberale intende proseguire quegli «sforzi di riorganizzazione morale che nell'Unità si avvertirono».
E nel Manifesto inaugurale espone il programma della rivista: «La Rivoluzione Liberale pone come base storica di giudizio una visione integrale e rigorosa del nostro Risorgimento; contro l'astrattismo dei demagoghi e dei falsi realisti esamina i problemi presenti nella loro genesi e nelle loro relazioni con gli elementi tradizionali della vita italiana; […] e inverando le formule empirico-tradizionaliste del liberismo classico all'inglese, afferma una coscienza moderna dello Stato, […] che prenda in considerazione anche i più sottili, ma non di certo trascurabili, trapassamenti dialettici della storia».
Il 26 marzo vi pubblica la Storia dei comunisti torinesi scritta da un liberale e a maggio dedica un numero intero all'emergente movimento fascista; il mese successivo consegue la laurea e, l'anno seguente, pubblicherà la sua tesi sull'Alfieri. Gobetti è vivamente colpito dagli scritti del patriota e federalista italiano Carlo Cattaneo, del quale è uscita in quei giorni un'antologia curata da Salvemini, che egli incontra a Torino il 10 agosto: «Su Cattaneo ci siamo intesi, egli è assai vicino alle idee che gli ho espresso».
Su Cattaneo scrive, il 17 agosto, un articolo sull'Ordine Nuovo – sono i giorni della devastazione fascista della sede della rivista comunista – firmandosi Giuseppe Baretti: rappresentante della critica del processo unitario risorgimentale, Cattaneo fu emarginato dalla classe dirigente moderata. Eppure il Cattaneo «avversò non l'unità, ma l'illusione di risolvere con il mito dell'unità tutti i problemi che invece si potevano intendere soltanto nella loro specifica realtà autonoma, regionale […] senza atteggiarsi a profeta, senza l'enfasi dell'apostolo, capì che il fondare una nazione non era impresa di letterati entusiasti, cercò nelle tradizioni un linguaggio di serietà, un ammaestramento di cautela […] E lo condannarono alla solitudine e all'impopolarità, e diedero a lui, uomo positivo e realista, un ufficio di Cassandra, predicante al deserto».
Favorito dall'inerzia dei Savoia e dalla complicità dei dirigenti liberali, il fascismo procede alla conquista del potere e Gobetti non s'illude che con esso si possa venire a compromessi e lo si possa acquistare alla causa democratica. Il 23 novembre scrive L'elogio della ghigliottina: bisogna sperare «che i tiranni siano tiranni, che la reazione sia reazione, che ci sia chi abbia il coraggio di levare la ghigliottina, che si mantengano le posizioni fino in fondo […] Chiediamo le frustate, perché qualcuno si svegli, chiediamo il boia, perché si possa veder chiaro» e aggiunge che «noi siamo come la dura scorza di una noce: proteggeremo i nostri ideali dalla sopraffazione con tutte le nostre forze e fin quando possibile».

### La fondazione della Piero Gobetti editore

Piero Gobetti e Ada Prospero

L'11 gennaio 1923, sposa Ada Prospero e vanno ad abitare nella sua casa natale di via XX Settembre 60, che diviene anche la sede della casa editrice che egli fonda, col suo nome, ad aprile: la Piero Gobetti editore, che pubblicherà, in poco più di due anni, oltre cento titoli. In qualità di editore, Gobetti porta in Italia, traducendoli, alcuni dei libri e degli autori simbolo del pensiero liberale classico, come John Stuart Mill. È tra i primi a pubblicare le opere di Luigi Einaudi ed è lui a pubblicare, nel 1925, la prima edizione di Ossi di seppia di Eugenio Montale, una delle più famose raccolte di poesia del Novecento. I libri editi da Gobetti furono in molti casi dati alle fiamme o comunque distrutti sotto il fascismo e per questo motivo sono rari, come l'opuscolo Matteotti, da lui scritto poco dopo la morte del deputato socialista.
Tutte le sue edizioni recano in copertina un motto alfieriano in greco, disposto in ovale, che recita testualmente: «Τί μοι σὺν δούλοισιν;» ("Cosa ho a che fare io con gli schiavi?"). Gobetti e la moglie si trasferiscono poi in via Fabro 6, attuale sede del Centro di studi a lui intitolato. Il 6 febbraio è arrestato perché sospetto di «appartenenza a gruppi sovversivi che complottano contro lo Stato»: rilasciato cinque giorni dopo, subisce un nuovo arresto il 29 maggio, provocando un'interrogazione parlamentare alla quale il governo risponde che Gobetti «era stato redattore dell'Ordine Nuovo di Torino, giornale antinazionale; la rivista che egli dirige, conduce da tempo una campagna contro le istituzioni e il governo fascista; il prefetto si è perciò sentito in diritto di far operare una perquisizione e il fermo di Gobetti per misure di ordine pubblico».
Gobetti replica con una lettera ai giornali, ribadendo la sua funzione di oppositore del fascismo. Dopo aver preso le distanze dal Prezzolini, che ha scelto il disimpegno di fronte al fascismo, rinnega anche il suo originario gentilismo: il Gentile è incapace «di dar ragione di ogni fatto politico, nel suo semplicismo pratico la filosofia gentiliana mostra caratteristicamente i suoi limiti e la nessuna aderenza al reale».

### La Rivoluzione liberale. Saggio sulla lotta politica in Italia
Le tematiche liberali maggiormente sentite trovano una prima e ultima sistemazione in La Rivoluzione liberale. Saggio sulla lotta politica in Italia, frutto maturo delle esperienze giornalistiche precedenti, dato alle stampe nell'aprile del 1924. L'opera è divisa in quattro parti: L'eredità del Risorgimento, La lotta politica in Italia, La critica liberale, Il fascismo. La fretta con cui vuol dare alle stampe questo libro di lucida analisi politica gli impedisce di curare bene le parti marginali.
Così succede che "L'eredità del Risorgimento" venga solo abbozzata: «Il problema italiano non è di autorità, ma di autonomia: l'assenza di una vita libera fu attraverso i secoli l'ostacolo fondamentale per la creazione di una classe dirigente, per il formarsi di un'attività economica moderna e di una classe tecnica progredita». Un Risorgimento calato dall'alto, che di popolare non aveva nulla. La sfida era riempire di liberalità le istituzioni liberali formalmente create. Nel primo dopoguerra Gobetti assiste a qualcosa di assolutamente nuovo: la nascita dei partiti di massa (Partito Popolare (PPI) e Partito Comunista (PCd'I) saranno una prima versione dei due partiti più importanti della cosiddetta Prima Repubblica). Ma questo non basta.
«Per quattro anni la lotta politica non riuscì a dare la misura della lotta sociale». Una cosa erano le questioni politiche, un'altra le esigenze sociali, ma queste «non possono essere separate dalla politica al pari di come un felino astuto non si ciberà del formaggio ma ne farà da esca per il topo».
La seconda parte si divide in sei capitoli. Ciascun capitolo è un fattore della lotta politica: sono presenti liberali e democratici, popolari (sviluppate le figure di Giuseppe Toniolo, Filippo Meda e Luigi Sturzo), socialisti, comunisti (grande spazio dato ad Antonio Gramsci), nazionalisti (emblematico il pensiero di Alfredo Rocco) e repubblicani.

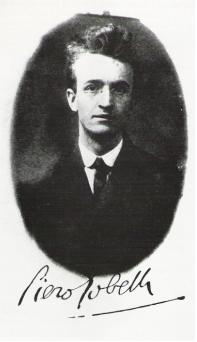
Gobetti attorno al 1920

La terza parte è il cuore pulsante del saggio: una proposta concreta per fare politica senza dimenticare la società. La lotta di classe è per Gobetti strumento di formazione di una nuova élite, una via di rinnovamento popolare. Insomma, la lotta politica deve essere lotta sociale. In politica ecclesiastica, Gobetti si rifà alla pregiudiziale cavouriana della laicità, come necessità da mantenere (cosa che verrà invece negata dai Patti Lateranensi). Per la discussione sulle modalità d'elezione, Gobetti è convinto fautore della proporzionale. Il collegio uninominale aveva corrotto il rappresentante in tribuno.
Solo con la proporzionale gli interessi si organizzano, così che l'economia venga elaborata dalla politica. Di grandissima attualità è la parte dedicata al problema dei contribuenti: «Il contribuente italiano paga bestemmiando lo Stato. Non ha coscienza di esercitare, pagando, una vera e propria funzione sovrana. L'imposta gli è imposta. […] Una rivoluzione di contribuenti in Italia in queste condizioni non è possibile per la semplice ragione che non esistono contribuenti». Era quindi necessario per lui raggiungere una maggiore maturità economica e sociale. Il popolo doveva comprendere l'importanza di contribuire nello Stato, e imparare il "valore dell'onestà". Per questo richiamava attenzione sul problema scolastico: in un mondo fatto per grossa parte da analfabeti o semianalfabeti, la questione era fondamentale. Mancava un numero sufficiente di maestri, perciò si sarebbe dovuto mobilitare chiunque in grado di saper insegnare (anche preti, massoni, bolscevichi e così via).
La questione non evitava di trattare l'aspetto economico: contro il parassitismo pensava che fosse utile tagliare stipendi e investimenti, così da distinguere la vocazione all'insegnamento dalla vocazione al parassitare. In politica estera prospettava un ruolo importante per l'Italia a Versailles. Era convinto della possibilità di ottenere un buon accordo attraverso una mediazione. Nella quarta e ultima parte vi è una rapida esposizione del perché Gobetti si oppone con ogni mezzo al fascismo. Si è detto che per l'autore la lotta sociale deve essere portata in Parlamento e dar vita a una lotta politica efficiente ed efficace.
Benito Mussolini invece fece in modo da soffocare la lotta politica, quando questa più di ogni altra cosa era necessaria all'Italia. Così il Duce, per Gobetti, era «l'eroe rappresentativo di questa stanchezza e di questa aspirazione di riposo» che si esplicava nel tacito consenso della popolazione allo sradicamento di ogni lotta politica nella nazione. In modo profetico, da esperto conoscitore del pensiero di Hegel qual era, prevede e mette in guardia delle conseguenze della concessione del potere a Mussolini secondo le dinamiche della dialettica servo-padrone, ipotizzando una guerra civile imminente. Il saggio è fortemente militante. Nella nota a conclusione dell'edizione, Gobetti è chiaro: cerca collaboratori, non lettori. Gobetti vuole la "rivoluzione liberale", cioè un nuovo liberalismo; nutre una forte avversione per il fascismo, anche perché non è qualcosa di nuovo ma, anzi, il risultato ottenuto da coloro che hanno governato l'Italia: è quindi una condanna della vecchia classe dirigente liberale.
Il fascismo nasce dall'invadenza del cattolicesimo e dalla demagogia dell'Italia liberale: "Fascismo come autobiografia della nazione", il fascismo è, insomma, solo l'incancrenirsi dei mali tradizionali della società italiana. La società tradizionale italiana reagisce sostenendo una forza conservatrice come quella del fascismo, anche se in realtà qualcosa di buono nell'Italia del primo dopoguerra vi era stato: il proletariato (soprattutto quello torinese) che tenta di assumere su di sé la responsabilità di mutare lo stato delle cose. La borghesia ha perso ogni funzione propositiva, è una classe parassitaria che si è adagiata e aspetta tutto dallo Stato; si blocca così ogni istanza di rinnovamento: la funzione liberale e libertaria è assunta dal proletariato. Le considerazioni politiche di Gobetti risentono della sua opinione sulla storia italiana, in Risorgimento senza eroi, Gobetti descrive questo periodo come un'epopea patriottarda di cui simbolo è Giuseppe Mazzini (tante parole, pochi fatti): al Risorgimento sono mancati il pragmatismo e il realismo.
Ci sono due eroi nel Risorgimento per Gobetti e sono Carlo Cattaneo e Cavour, due figure assai distanti tra loro ma accomunabili per il loro pragmatismo: Cattaneo piace a Gobetti per la sua volontà di operare, per la capacità di propugnare istanze pragmatiche e vuote di retorica; Cavour è uomo che media per raggiungere degli obiettivi, ha mire di lungo periodo. Il Risorgimento di Cattaneo è sconfitto, ma non quello di Cavour; entrambi, però, hanno instillato nella società italiana lo spirito della competizione e l'ideale di assunzione di responsabilità. La società italiana si regge su ruoli e cariche già predefiniti, è statica e stagnante: il proletariato, però, si ribella a ciò, rifugge situazioni già prestabilite per costruire una società nuova in cui ciascuno sarà libero di esprimersi.

### La persecuzione, l'esilio e la morte

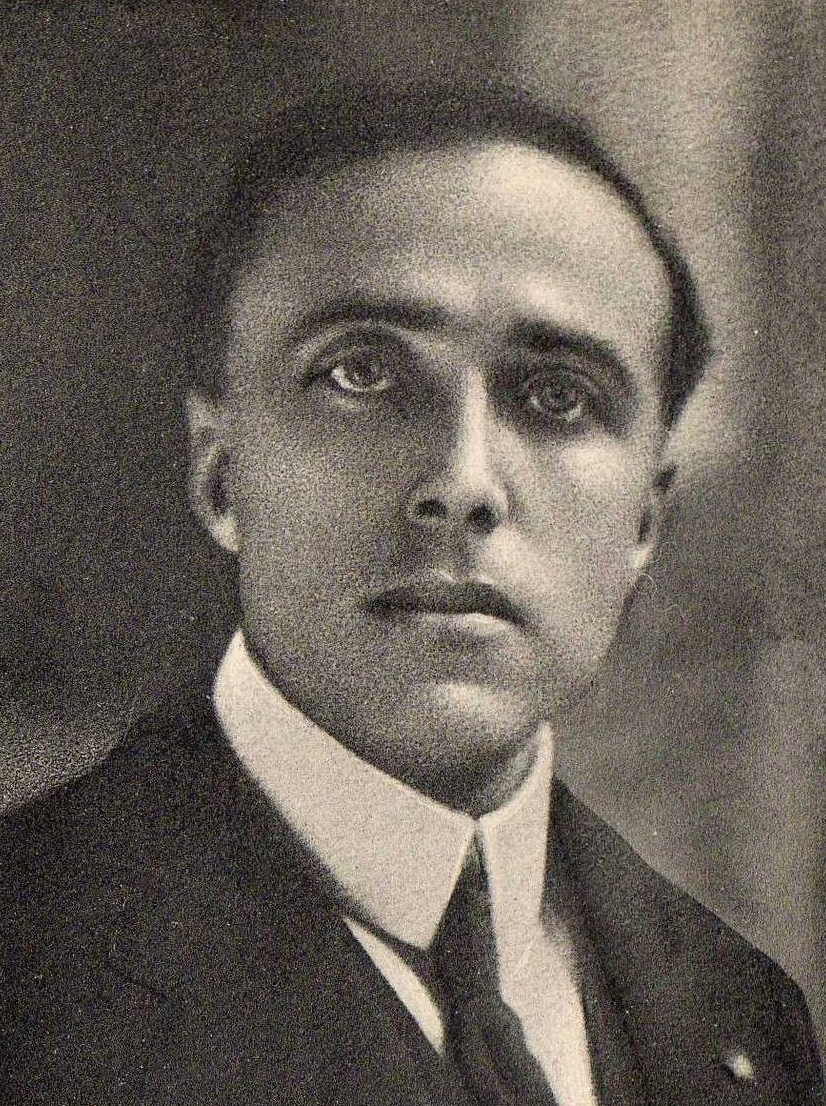
Giacomo Matteotti

Nel maggio del 1924 Gobetti si reca in Francia, a Parigi, e poi in Sicilia, a Palermo, per incontrare alcuni amici conosciuti durante il recente viaggio di nozze. I suoi spostamenti sono seguiti dalla polizia italiana e, il 1º giugno, Mussolini telegrafa al prefetto di Torino, Enrico Palmieri: «Mi si riferisce che noto Gobetti sia stato recentemente a Parigi e che oggi sia in Sicilia. Prego informarmi e vigilare per rendere nuovamente difficile vita questo insulso oppositore di governo e fascismo». Il prefetto obbedisce e, il 9 giugno, Gobetti viene percosso, la sua abitazione perquisita e le sue carte sequestrate. Come scrive a Emilio Lussu, la polizia sospetta che egli intrattenga rapporti in Italia e all'estero per organizzare le forze antifasciste.
È il giorno che precede la scomparsa di Giacomo Matteotti, il cui corpo verrà ritrovato solo in agosto, ma subito si ha la certezza che si tratti di un omicidio perpetrato da sicari fascisti. Gobetti ne traccia un profilo il 1º luglio: «Non ostentava presunzioni teoriche: dichiarava candidamente di non aver tempo per risolvere i problemi filosofici perché doveva studiare i bilanci e rivedere i conti degli amministratori socialisti […] vide nascere nel Polesine il movimento fascista come schiavismo agrario, come cortigianeria servile degli spostati verso chi li pagava; come medievale crudeltà e torbido oscurantismo […] Sentiva che per combattere utilmente il fascismo nel campo politico occorreva opporgli esempi di dignità con resistenza tenace. Farne una questione di carattere, di intransigenza, di rigorismo». Per Gobetti Matteotti rappresentava l'italiano ideale, perché “non fu mai popolare”: colui 
Auspica, dalle colonne della sua rivista, la formazione di "Gruppi della Rivoluzione Liberale", formati da uomini di tutti i partiti antifascisti, che combattano il fascismo, questo fenomeno politico che trae i motivi del suo successo e della sua conservazione dalla creazione di «un esercito di parassiti dello Stato». Occorre, a questo scopo, formare un'economia moderna con un'industria «libera da ogni protezionismo e da ogni paternalismo di Stato» e con «una classe proletaria politicamente intransigente […] aiutare i partiti seri e moderni a liberarsi dei costumi giolittiani […] La guerra al fascismo è questione di maturità storica, politica, economica».
Questi articoli e quello in cui accusa il deputato fascista, grande invalido di guerra, Carlo Delcroix, di manovre parlamentari definite «aborti morali», provocano il sequestro della rivista e una violenta aggressione da parte di uno squadrone fascista. Persino un articolo di Tommaso Fiore contro il criminale fascista Amerigo Dumini, apparso su La Rivoluzione Liberale del 23 settembre, fornisce il pretesto al prefetto di Torino di sequestrare la rivista. Con il Fiore e con Guido Dorso pubblica un Appello ai meridionali e con il Saluto all'altro Parlamento appoggia la cosiddetta secessione aventiniana, di cui rivendica la primogenitura: 
e dalla quale si aspetta un'opposizione intransigente e un esempio di rinnovamento dei costumi parlamentari italiani.
(Piero Gobetti, La Rivoluzione liberale, 21 ottobre 1924)
Il 23 dicembre del 1924, Gobetti fonda una nuova rivista, Il Baretti, alla quale collaborano, tra gli altri, Augusto Monti, Natalino Sapegno, Benedetto Croce e Eugenio Montale. Come La Rivoluzione liberale è dedicata a temi storico-politici, così la nuova rivista vuole essere riservata alla critica letteraria e all'estetica. Il riferimento a Giuseppe Baretti, letterato italiano vissuto a lungo all'estero, e alla sua Frusta letteraria, esempio di polemica vivace e irriverente, sottintende, scrive Gobetti nel numero d'esordio, «una volontà di coerenza con le tradizioni di battaglia contro culture e letterature costrette nei limiti della provincia, chiuse dalle frontiere di dogmi angusti e di piccole patrie».
In ossequio alle direttive mussoliniane, proseguono i sequestri della sua rivista: «rimedieremo ai sequestri rifacendo l'edizione» – scrive Gobetti il 1º febbraio del 1925 – e anche quel numero viene sequestrato con il pretesto di «scritti diffamatori dei poteri dello Stato e tendenti a screditare le forze nazionali». Pubblica la traduzione de La Libertà di John Stuart Mill, con la prefazione di Luigi Einaudi, il quale scrive che «quando, per fiaccare la voce dei ribelli, si assevera dai dominatori la unanimità del consenso, giova rileggere i grandi libri sulla libertà». Anche produrre «citazioni di scrittori del passato» che non collimino col pensiero del Regime può essere «tendenzioso» e perciò provocare, l'8 marzo, il sequestro della rivista, come accade anche il 21 marzo e il 7 giugno: l'8 giugno è arrestato Gaetano Salvemini, che ha pubblicato sul foglio clandestino Non Mollare l'articolo Mussolini il mandante. Altri sequestri de La Rivoluzione liberale avvengono il 28 giugno e il 19 luglio.
Un periodo di serenità per Piero e la moglie Ada – che aspetta un bambino – è rappresentato da un viaggio a Parigi e a Londra; nella capitale francese, Gobetti pensa di stabilire una sua casa editrice: «Credo che solo da Parigi, solo in francese, solo con la solidarietà dello spirito francese un italiano possa fare con utilità un'opera pratica di intelligenza europea. S'intende senza chauvinisme francese». D'altra parte, Gobetti intende ancora rimanere in Italia: «rimarrò in Italia fino all'ultimo. Sono deciso a non fare l'esule».

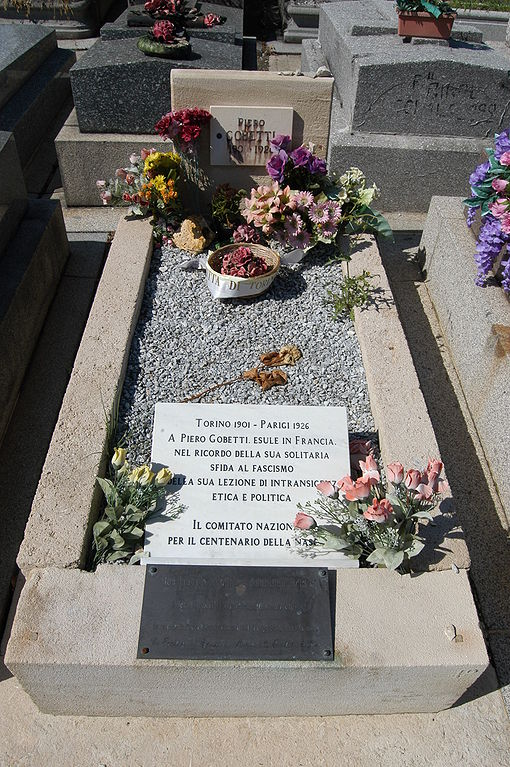
La tomba di Gobetti

A metà agosto fanno ritorno a Torino e il 5 settembre è nuovamente vittima dei pestaggi squadristi, ma è ancora intenzionato a rimanere in Italia: «Bisogna amare l'Italia con orgoglio di europei e con l'austera passione dell'esule in patria» – scrive nell'articolo Lettera a Parigi del 18 ottobre – «per capire con quale serena tristezza e inesorabile volontà di sacrificio noi viviamo nella presente realtà fascista […] le nostre malattie e le nostre crisi di coscienza non possiamo curarle che noi. Dobbiamo trovare da soli la nostra giustizia. E questa è la nostra dignità di antifascisti: per essere europei dobbiamo su questo argomento sembrare, comunque la parola ci disgusti, nazionalisti».
Il 27 ottobre, poiché «i ripetuti sequestri a nulla hanno valso, e che il periodico in parola, sotto l'aspetto di critiche e di discussioni politiche, economiche, morali e religiose, che vorrebbero assurgere ad affermazioni e sviluppi di principi dottrinari, mira in realtà, con irriverenti richiami, alla menomazione delle Istituzioni Monarchiche, della Chiesa, dei Poteri dello Stato, danneggiando il prestigio nazionale, e nel complesso può dar motivo a reazioni pericolose per l'ordine pubblico, persistendo in violazioni sempre più gravi ai vigenti decreti sulla stampa», il prefetto d'Adamo diffida «il Direttore responsabile del periodico La Rivoluzione Liberale, Prof. Piero Gobetti, ai sensi e per gli effetti di cui all'art. 2 del R. D. 15 luglio 1923, n. 3288, e del R. D. 10 luglio 1924, n. 1081», ad adeguarsi alle direttive del Regime e poiché l'8 novembre la rivista disattende l'ordine, l'11 novembre il prefetto ingiunge la cessazione definitiva delle pubblicazioni e la soppressione della stessa casa editrice per «attività nettamente antinazionale». D'ora in avanti «sarò palesatamente costretto all'infelice dissenso […]. La libertà d'opinione è stata soppressa come una rete che viene sradicata: senza possibilità di dialogare sono destinato ad essere sopraffatto. A cosa serve più, ora, fare finta?»
Gobetti, che ora soffre anche di scompensi cardiaci, provocati o aggravati dalle violenze subite, pensa di lasciare l'Italia per proseguire in Francia l'attività editoriale. Il 28 dicembre, nasce a Torino il figlio Paolo (1925-1995), che durante la seconda guerra mondiale diventerà partigiano e poi giornalista per l'Unità, oltreché storico del cinema. Nel gennaio del 1926 scrive una lettera al suo mentore Giustino Fortunato: «Parto per Parigi dove farò l'editore francese, ossia il mio mestiere che in Italia mi è interdetto. A Parigi non intendo fare del libellismo, o della polemica spicciola come i granduchi spodestati di Russia; vorrei fare un'opera di cultura, nel senso del liberalismo europeo e della democrazia moderna».
Il 3 febbraio del 1926, Gobetti parte da solo per Parigi: alla stazione di Genova viene a salutarlo Eugenio Montale. L'11 febbraio si ammala di bronchite, che esacerba gravemente i suoi problemi cardiaci: trasportato il 13 del mese in una clinica di Neuilly-sur-Seine, vi muore alla mezzanotte del 15 febbraio del 1926, assistito da Francesco Fausto e Francesco Saverio Nitti, da Prezzolini e da Luigi Emery. È sepolto nel cimitero parigino di Père-Lachaise.

## Piero Gobetti nella cultura di massa
- Gobetti e la moglie Ada Prospero sono co-protagonisti del romanzo Mandami tanta vita dello scrittore Paolo Di Paolo.
- Nel film Il delitto Matteotti, diretto da Florestano Vancini, il filosofo torinese è interpretato dall'attore Stefano Oppedisano[41].

## Opere
- La filosofia politica di Vittorio Alfieri, Torino, Piero Gobetti editore, 1923.
- La frusta teatrale, Milano, Corbaccio, 1923; a cura di U. Bedeschi, Trento, La Finestra editrice, 2022, ISBN 978-88-322-3619-4.
- Felice Casorati. Pittore, Torino, Piero Gobetti editore, 1923.
- Dal bolscevismo al fascismo. Note di cultura politica, Torino, Piero Gobetti editore, 1923.
- Il teatro di Enrico Pea, in Enrico Pea, Rosa di Sion, Torino, Piero Gobetti editore, 1923.
- Matteotti, Torino, Piero Gobetti editore, 1924; Postfazione di Marco Scavino, Roma, Edizioni di Storia e Letteratura, 2014, ISBN 978-88-637-2654-1; col titolo Per Matteotti. Un ritratto, Genova, Il Melangolo, 1994.
- La rivoluzione liberale. Saggio sulla lotta politica in Italia, Bologna, Cappelli, 1924.
- Opere di Piero Gobetti edite e inedite

I, Risorgimento senza eroi. Studi sul pensiero piemontese nel Risorgimento, Torino, Edizioni del Baretti, 1926.
II, Paradosso dello spirito russo, Torino, Edizioni del Baretti, 1926.
- Opera critica

I, Arte, religione, filosofia, Torino, Baretti, 1927.
II, Teatro, letteratura, storia, Torino, Baretti, 1927.
- Scritti attuali, Roma, Capriotti, 1945.
- Coscienza liberale e classe operaia, a cura di Paolo Spriano, Torino, Einaudi, 1951.
- L'uomo Alfieri, a cura di Emiliano Zazo, Collana Universale Economica n.43 (Serie Storia e Filosofia vol. XIV), Milano, Cooperativa Libro Popolare, 1950.
- Opere complete di Piero Gobetti

I, Scritti politici, a cura di Paolo Spriano, Torino, Einaudi, 1960.
II, Scritti storici, letterari e filosofici, a cura di Paolo Spriano, Torino, Einaudi, 1969.
III, Scritti di critica teatrale, a cura di Giorgio Guazzotti e Carla Gobetti, Torino, Einaudi, 1974.
- L'editore ideale. Frammenti autobiografici con iconografia, a cura di Franco Antonicelli, Milano, All'insegna del pesce d'oro, 1966; Manduria, Lacaita, 2006, ISBN 978-88-895-0617-2; Milano, Book Time, 2016, ISBN 978-88-621-8280-5; Milano, Luni Editrice, 2021, ISBN 978-88-798-4722-3; Alter Ego, 2023, ISBN 978-88-933-3248-4; a cura di Pietro Polito e Marta Vicari, Fano, Aras Edizioni, 2023, ISBN 979-12-800-7464-5.
- Energie nove, Torino, Bottega d'Erasmo, 1976.
- Il Baretti, Torino, Bottega d'Erasmo, 1977.
- Lettere dalla Sicilia, Nota di Giovanna Finocchiaro Chimirri, Introduzione di Nicola Sapegno, Palermo, Nuova Editrice Meridionale, 1988.
- Dizionario delle idee, a cura di Sergio Bucchi, Roma, Editori Riuniti, 1997, ISBN 88-359-4141-5.
- Scritti sull'arte, a cura di Maurizio De Benedictis, prefazione di Raffaele Crovi, Torino, Nino Aragno Editore, 2000, ISBN 978-88-8419-005-5.
- Antifascismo etico. Elogio dell'intransigenza, a cura di M. Gervasoni, Milano, M&B Publishing, 2001, ISBN 978-88-86083-83-6.
- Che ho a che fare io con i servi? Zibaldone politico, Reggio Emilia, Aliberti, 2011, ISBN 978-88-7424-818-6.
- La «rigenerazione» dell'Italia e la politica del primo dopoguerra. Gli anni di «Energie nove», a cura di G. Scroccu, Collana Storia, politica, società, Milano, Biblion, 2014, ISBN 978-88-961-7799-0.
- Manifesto, a cura di Pina Impagliazzo e Pietro Polito, Collana Gobettiana, Fano, Aras Edizioni, 2014, ISBN 978-88-986-1512-4.
- Il giornalista arido. Articoli (1918-1926), a cura di P. Bagnoli, Collana Classici idel giornalismo, Torino, Aragno, 2016, ISBN 978-88-8419-770-2.
- Avanti nella lotta, amore mio! Scritture 1918-1926, a cura di Paolo Di Paolo, Collana UEF n.8730, Milano, Feltrinelli, 2016, ISBN 978-88-078-8730-7.
- Vita internazionale, a cura di Francesca Somenzari, Collana Gobettiana, Fano, Aras Edizioni, 2017, ISBN 978-88-999-1313-7.
- Lo scrittoio e il proscenio. Scritti letterari e teatrali, a cura di Guido Davico Bonino, Collana Passage n.19, Besa muci, 2018  [2010], ISBN 978-88-362-9030-7.
- La nostra fede, a cura di Giorgio Fontana, Collana Gobettiana, Fano, Aras Edizioni, 2021, ISBN 979-12-800-7404-1.
- Una precoce consapevolezza. Scritti di critica delle traduzioni (1919-1921), a cura di Simone Giusti, Collana Strumenti, Modena, Mucchi, 2022, ISBN 978-88-700-0947-7.
- Destinazione Parigi. Dal fascismo all'esilio, a cura di D. Pontuale, Readerforblind, 2023, ISBN 979-12-808-9012-2.
- Italiani illustri, Historica, 2023, ISBN 978-88-333-7454-3.
- Resistere al fascismo, A cura di Paolo Di Paolo, Collana I piccoli grandi libri, Milano, Garzanti, 2023, ISBN 978-88-110-1018-0.
- L'autobiografia della nazione, a cura di Cesare Panizza, prefazione di Paolo Di Paolo, Collana Le noci n.14, Fano, Aras Edizioni, 2023  [2016], ISBN 979-12-800-7470-6.

### Epistolari
- Nella tua breve esistenza. Lettere 1918-1926, con Ada Gobetti, a cura di Ersilia Alessandrone Perona, Collana NUE n.205, Torino, Einaudi, 1991, ISBN 88-06-12536-2. - Nuova ed. riveduta e integrata, Collana Piccola Biblioteca. Nuova serie, Torino, Einaudi, 2017, ISBN 978-88-062-3338-9.[42]
- Bartolo Gariglio, Con animo di liberale: Piero Gobetti e i popolari carteggi 1918-1926, collana Centro studi Piero Gobetti, F. Angeli, 1997, ISBN 978-88-464-0117-5.
- Piero Gobetti, Carteggio di Piero Gobetti. Carteggio 1918-1922 / Piero Gobetti ; a cura di Ersilia Alessandrone Perona, Giulio Einaudi editore, 2003, ISBN 978-88-06-16027-2.
- Piero e Ada Gobetti, La forza del nostro amore, a cura di P. Impagliazzo, Bagno a Ripoli, Passigli, 2016, ISBN 978-88-368-1511-1.
- Carteggio 1923, A cura di Ersilia Alessandrone Perona, Torino, Einaudi, 2017, ISBN 978-88-06-23390-7.
- Tutto in me è amore. Antologia delle lettere 1918-1926, Reggio Emilia, Aliberti, 2021, ISBN 978-88-932-3394-1.
- Carteggio 1924, A cura di Ersilia Alessandrone Perona, Torino, Einaudi, 2023, ISBN 978-88-062-5939-6.